# Biston contectaria
Biston contectaria är en fjärilsart som beskrevs av Francis Walker 1863. Biston contectaria ingår i släktet Biston och familjen mätare, Geometridae. Inga underarter finns listade i Catalogue of Life.